# Classifiche dei marcatori dei campionati nazionali di calcio - UEFA
Nella seguente lista sono inclusi — ove disponibili — i nomi dei migliori dieci marcatori dei campionati di prima divisione delle nazioni affiliate alla UEFA secondo i dati della RSSSF.

## Armenia
| Pos. | Nome                | Anni      | Partite | Reti |
| ---- | ------------------- | --------- | ------- | ---- |
| 1    | Arsen Avetisyan     | 1990-2011 | 233     | 132  |
| 2    | Tigran Yesayan      | 1996-2006 | 161     | 95   |
| 3    | Art'owr Petrosyan   | 1992-2000 | 157     | 112  |
| 4    | Ara Hakobyan        | 1997-2013 | 153     | 126  |
| 5    | Gegham Hovhannisyan | ?         | ?       | 105  |
| 6    | Art'owr K'očaryan   | ?         | ?       | 101  |
| 6    | Armen Shahgeldyan   | ?         | ?       | 101  |
| 6    | Aram Hakobyan       | 1998-2010 | 157     | 108  |
| 9    | Arman K'aramyan     | 1996-2002 | 125     | 100  |

## Austria
| Pos. | Nome              | Anni      | Partite | Reti | Reti/Partita |
| ---- | ----------------- | --------- | ------- | ---- | ------------ |
| 1    | Robert Dienst     | 1943-1962 | 351     | 323  | 0,92         |
| 2    | Hans Krankl       | 1971-1988 | 427     | 320  | 0,75         |
| 3    | Franz Binder      | 1930-1949 | 261     | 298  | 1,14         |
| 4    | Karl Decker       | 1938-1954 | 276     | 282  | 1,02         |
| 5    | Fritz Cejka       | 1947-1966 | 438     | 245  | 0,56         |
| 6    | Anton Schall      | 1925-1941 | 285     | 231  | 0,81         |
| 7    | Wilhelm Hahnemann | 1931-1952 | 308     | 230  | 0,75         |
| 8    | Hans Buzek        | 1955-1973 | 384     | 226  | 0,59         |
| 9    | Erich Hof         | 1954-1969 | 314     | 224  | 0,71         |
| 9    | Ernst Stojaspal   | 1942-1954 | 197     | 224  | 1,14         |

## Belgio
| Pos. | Nome              | Anni      | Partite | Reti | Reti/Partita |
| ---- | ----------------- | --------- | ------- | ---- | ------------ |
| 1    | Albert De Cleyn   | 1932-1954 | 395     | 350  | 0,89         |
| 2    | Joseph Mermans    | 1941-1957 | 382     | 339  | 0,89         |
| 3    | Bernard Voorhoof  | 1927-1948 | 473     | 281  | 0,59         |
| 4    | Arthur Ceuleers   | 1933-1951 | 401     | 280  | 0,70         |
| 5    | Henrik Coppens    | 1946-1962 | 389     | 258  | 0,66         |
| 6    | Erwin Vandenbergh | 1976-1995 | 425     | 252  | 0,59         |
| 7    | Paul Van Himst    | 1959-1976 | 482     | 237  | 0,49         |
| 8    | Raymond Braine    | 1922-1944 | 243     | 192  | 0,79         |
| 9    | Josip Weber       | 1989-1997 | 222     | 151  | 0,68         |

## Bulgaria
| Pos. | Nome              | Anni      | Partite | Reti | Reti/Partita |
| ---- | ----------------- | --------- | ------- | ---- | ------------ |
| 1    | Petăr Žekov       | 1963-1976 | 333     | 253  | 0,76         |
| 2    | Nasko Sirakov     | 1980-1998 | 294     | 196  | 0,67         |
| 3    | Dinko Dermendžiev | 1961-1974 | 447     | 194  | 0,43         |
| 4    | Hristo Bonev      | 1966-1984 | 410     | 185  | 0,45         |
| 5    | Martin Kamburov   | 1998-     | 284     | 165  | 0,58         |
| 6    | Dimităr Jakimov   | 1956-1974 | 308     | 151  | 0,49         |
| 7    | Georgi Asparuhov  | 1961-1971 | 247     | 150  | 0,61         |
| 8    | Atanas Mihajlov   | 1964-1981 | 348     | 148  | 0,43         |
| 9    | Todor Diev        | 1953-1967 | 308     | 146  | 0,47         |
| 10   | Pavel Panov       | 1968-1981 | 309     | 140  | 0,45         |

## Cecoslovacchia
| Pos. | Nome              | Anni      | Partite | Reti | Reti/Partita |
| ---- | ----------------- | --------- | ------- | ---- | ------------ |
| 1    | Josef Bican       | 1937-1948 | 224     | 410  | 1,83         |
| 2    | Ladislav Vízek    | 1950-1970 | 325     | 174  | 0,54         |
| 3    | Jozef Adamec      | 1958-1977 | 383     | 170  | 0,44         |
| 4    | František Kloz    | ?         | ?       | 168  | ?            |
| 5    | Ladislav Pavlovič | 1949-1966 | 347     | 164  | 0,47         |
| 6    | Oldřich Nejedlý   | 1931-1939 | 187     | 161  | 0,86         |
| 7    | Vlastimil Kopecký | 1931-1950 | 232     | 160  | 0,69         |
| 8    | Karel Pešek       | 1913-1933 | ?       | 149  | ?            |
| 8    | Jiří Pešek        | 1946-1965 | 298     | 149  | 0,50         |
| 10   | Zdeněk Nehoda     | 1967-1982 | 346     | 145  | 0,42         |

## Repubblica Ceca
| Pos. | Nome              | Anni      | Partite | Reti | Reti/Partita |
| ---- | ----------------- | --------- | ------- | ---- | ------------ |
| 1    | David Lafata      | 2008-     | 373     | 180  | 0,48         |
| 2    | Horst Siegl       | 1993-2004 | 277     | 121  | 0,44         |
| 3    | Libor Došek       | 1998-     | 366     | 120  | 0,33         |
| 4    | Stanislav Vlček   | 1993-2013 | 454     | 94   | 0,21         |
| 5    | Marek Kulič       | 1997-2014 | 375     | 87   | 0,23         |
| 6    | Vratislav Lokvenc | 1993-2000 | 200     | 78   | 0,39         |
| 7    | Pavel Horváth     | 1993-2015 | 402     | 78   | 0,19         |
| 8    | Pavel Verbíř      | 1996-2011 | 379     | 76   | 0,20         |
| 9    | Marek Kincl       | 1994-2010 | 235     | 68   | 0,29         |
| 10   | Vítězslav Tuma    | 1993-2004 | 192     | 66   | 0,34         |

## Estonia
| Pos. | Nome                 | Anni      | Partite | Reti |
| ---- | -------------------- | --------- | ------- | ---- |
| 1    | Maksim Gruznov       | 1992-2012 | 480     | 302  |
| 2    | Andrei Krõlov        | 1992-2005 | ?       | 163  |
| 3    | Ingemar Teever       | 2002-     | 273     | 153  |
| 4    | Tarmo Neemelo        | 2000-     | 265     | 146  |
| 5    | Dmitri Ustritski     | 1992-2005 | ?       | 124  |
| 6    | Sergei Bragin        | 1992-2006 | ?       | 119  |
| 7    | Vjatšeslav Zahovaiko | 1999-2007 | ?       | 118  |
| 8    | Indrek Zelinski      | 1993-2007 | 267     | 101  |
| 9    | Dmitry Lipartov      | 1997-2007 | ?       | 101  |
| 10   | Konstantin Nahk      | 1992-2007 | ?       | 100  |

## Finlandia
| Pos. | Nome              | Anni      | Partite | Reti |
| ---- | ----------------- | --------- | ------- | ---- |
| 1    | Heikki Suhonen    | 1969-1986 | ?       | 206  |
| 2    | Kai Pahlman       | 1956-1972 | ?       | 191  |
| 3    | Ismo Lius         | 1983-1999 | ?       | 190  |
| 4    | Olavi Rissanen    | 1969-1987 | ?       | 185  |
| 5    | Valerij Popovič   | 1993-2007 | ?       | 162  |
| 6    | Ari Hjelm         | 1981-1996 | 289     | 151  |
| 7    | Arto Tolsa        | 1963-1982 | ?       | 126  |
| 8    | Stig-Göran Myntti | 1944-1962 | ?       | 121  |
| 9    | Martti Hyvärinen  | 1958-1972 | ?       | 119  |
| 10   | Michael Belfield  | 1981-1998 | ?       | 117  |

## Francia
| Pos. | Nome             | Naz                                      | Anni      | Partite | Reti | %   |
| ---- | ---------------- | ---------------------------------------- | --------- | ------- | ---- | --- |
| 1    | Delio Onnis      | Argentina (bandiera) · Italia (bandiera) | 1971-1986 | 449     | 299  | 67% |
| 2    | Bernard Lacombe  | Francia (bandiera)                       | 1969-1987 | 497     | 255  | 51% |
| 3    | Hervé Revelli    | Francia (bandiera)                       | 1965-1978 | 389     | 216  | 56% |
| 4    | Thadée Cisowski  | Francia (bandiera)                       | 1947-1961 | 286     | 206  | 72% |
| 5    | Roger Piantoni   | Francia (bandiera)                       | 1950-1966 | 394     | 203  | 52% |
| 6    | Roger Courtois   | Francia (bandiera)                       | 1932-1956 | ?       | 193  | ?%  |
| 7    | Joseph Ujlaki    | Francia (bandiera) · Ungheria (bandiera) | 1947-1964 | 438     | 189  | 43% |
| 8    | Fleury Di Nallo  | Francia (bandiera)                       | 1960-1975 | 425     | 187  | 44% |
| 9    | Carlos Bianchi   | Argentina (bandiera)                     | 1973-1980 | 220     | 179  | 81% |
| 9    | Gunnar Andersson | Svezia (bandiera)                        | 1950-1960 | 234     | 179  | 76% |

## Germania Est
| Pos. | Nome                 | Anni      | Partite | Reti | %   |
| ---- | -------------------- | --------- | ------- | ---- | --- |
| 1    | Joachim Streich      | 1969-1985 | 378     | 229  | 61% |
| 2    | Eberhard Vogel       | 1962-1982 | 440     | 188  | 43% |
| 3    | Peter Ducke          | 1960-1977 | 352     | 153  | 43% |
| 4    | Henning Frenzel      | 1960-1978 | 420     | 152  | 36% |
| 5    | Günter Schröter      | 1950-1963 | 321     | 142  | 44% |
| 6    | Hans-Jürgen Kreische | 1964-1977 | 256     | 131  | 51% |
| 7    | Rüdiger Schnuphase   | 1971-1985 | 320     | 123  | 38% |
| 8    | Dieter Kühn          | 1974-1991 | 292     | 122  | 42% |
| 9    | Bernd Bauchspieß     | 1957-1973 | 264     | 120  | 45% |
| 10   | Jürgen Heun          | 1978-1991 | 341     | 114  | 33% |

## Germania Ovest/Germania
Tutti i campionati di prima divisione.
| Pos. | Nome                | Naz                 | Anni      | Partite | Reti | %    |
| ---- | ------------------- | ------------------- | --------- | ------- | ---- | ---- |
| 1    | Uwe Seeler          | Germania (bandiera) | 1954-1972 | 476     | 404  | 85%  |
| 2    | Gerd Müller         | Germania (bandiera) | 1965-1979 | 427     | 365  | 85%  |
| 3    | Ottmar Walter       | Germania (bandiera) | 1945-1956 | 321     | 336  | 105% |
| 4    | Max Morlock         | Germania (bandiera) | 1945-1964 | 472     | 294  | 62%  |
| 5    | Fritz Walter        | Germania (bandiera) | 1945-1959 | 320     | 273  | 85%  |
| 6    | Klaus Fischer       | Germania (bandiera) | 1968-1988 | 535     | 268  | 50%  |
| 7    | Robert Lewandowski  | Polonia (bandiera)  | 2010-2022 | 333     | 253  | 76%  |
| 8    | Hans Schäfer        | Germania (bandiera) | 1945-1966 | 395     | 243  | 62%  |
| 9    | Jupp Heynckes       | Germania (bandiera) | 1965-1978 | 369     | 220  | 60%  |
| 10   | Manfred Burgsmüller | Germania (bandiera) | 1969-1990 | 447     | 213  | 48%  |

Solo Bundesliga.
| Pos. | Nome                | Naz5                | Anni      | Partite | Reti | %   |
| ---- | ------------------- | ------------------- | --------- | ------- | ---- | --- |
| 1    | Gerd Müller         | Germania (bandiera) | 1965-1979 | 427     | 365  | 85% |
| 2    | Klaus Fischer       | Germania (bandiera) | 1968-1988 | 535     | 268  | 50% |
| 3    | Robert Lewandowski  | Polonia (bandiera)  | 2010-2022 | 333     | 253  | 76% |
| 4    | Jupp Heynckes       | Germania (bandiera) | 1965-1978 | 369     | 220  | 60% |
| 5    | Manfred Burgsmüller | Germania (bandiera) | 1969-1990 | 447     | 213  | 48% |
| 6    | Claudio Pizarro     | Perù (bandiera)     | 1999-2020 | 487     | 197  | 48% |
| 7    | Ulf Kirsten         | Germania (bandiera) | 1990-2003 | 350     | 181  | 52% |
| 8    | Stefan Kuntz        | Germania (bandiera) | 1983-1999 | 449     | 179  | 40% |
| 9    | Dieter Müller       | Germania (bandiera) | 1973-1986 | 303     | 177  | 58% |
| 10   | Klaus Allofs        | Germania (bandiera) | 1975-1993 | 424     | 177  | 42% |

## Grecia
| Pos. | Nome                  | Naz                | Anni      | Partite | Reti |
| ---- | --------------------- | ------------------ | --------- | ------- | ---- |
| 1    | Thomas Mavros         | Grecia (bandiera)  | 1970-1991 | 501     | 281  |
| 2    | Krzysztof Warzycha    | Polonia (bandiera) | 1989-2004 | 390     | 244  |
| 3    | Dīmītrios Papaïōannou | Grecia (bandiera)  | 1963-1980 | 481     | 234  |
| 4    | Giōrgos Siderīs       | Grecia (bandiera)  | 1958-1972 | ?       | 228  |
| 5    | Alexios Alexandris    | Grecia (bandiera)  | 1986-2005 | 388     | 187  |
| 6    | Antōnīs Antōniadīs    | Grecia (bandiera)  | 1967-1980 | ?       | 187  |
| 7    | Dīmītrīs Saravakos    | Grecia (bandiera)  | 1979-1998 | 433     | 185  |
| 8    | Nikos Anastopoulos    | Grecia (bandiera)  | 1978-1991 | 388     | 181  |
| 9    | Giōrgos Dedes         | Grecia (bandiera)  | 1963-1975 | ?       | 181  |
| 10   | Nikos Liberopoulos    | Grecia (bandiera)  | 1994-2012 | 451     | 179  |

## Inghilterra
Totale primo livello (First Division e poi Premier League)
| Pos. | Nome                 | Naz                    | Anni      | Partite | Reti | %   |
| ---- | -------------------- | ---------------------- | --------- | ------- | ---- | --- |
| 1    | Jimmy Greaves        | Inghilterra (bandiera) | 1957-1971 | 516     | 357  | 69% |
| 2    | Steve Bloomer        | Inghilterra (bandiera) | 1892-1914 | 536     | 317  | 59% |
| 3    | William 'Dixie' Dean | Inghilterra (bandiera) | 1924-1938 | 362     | 310  | 86% |
| 4    | Gordon Hodgson       | Inghilterra (bandiera) | 1925-1939 | 456     | 287  | 63% |
| 5    | Alan Shearer         | Inghilterra (bandiera) | 1987-2006 | 559     | 283  | 51% |
| 6    | Charlie Buchan       | Inghilterra (bandiera) | 1910-1928 | 482     | 257  | 53% |
| 7    | Nat Lofthouse        | Inghilterra (bandiera) | 1946-1961 | 452     | 255  | 56% |
| 8    | Joe Bradford         | Inghilterra (bandiera) | 1921-1935 | 410     | 248  | 60% |
| 9    | Hughie Gallacher     | Inghilterra (bandiera) | 1925-1938 | 355     | 246  | 69% |
| 10   | Joe Smith            | Inghilterra (bandiera) | 1911-1927 | 410     | 243  | 59% |

Solo Premier League
| Pos. | Nome          | Naz                    | Anni      | Partite | Reti | %   |
| ---- | ------------- | ---------------------- | --------- | ------- | ---- | --- |
| 1    | Alan Shearer  | Inghilterra (bandiera) | 1992-2006 | 441     | 260  | 59% |
| 2    | Wayne Rooney  | Inghilterra (bandiera) | 2002-2018 | 491     | 208  | 42% |
| 3    | Andy Cole     | Inghilterra (bandiera) | 1993-2008 | 414     | 187  | 45% |
| 4    | Sergio Agüero | Argentina (bandiera)   | 2011-     | 265     | 180  | 68% |
| 5    | Frank Lampard | Inghilterra (bandiera) | 1995-2014 | 611     | 177  | 29% |
| 6    | Thierry Henry | Francia (bandiera)     | 1999-2007 | 258     | 175  | 68% |
| 7    | Robbie Fowler | Inghilterra (bandiera) | 1993-2009 | 378     | 163  | 43% |
| 8    | Jermain Defoe | Inghilterra (bandiera) | 2000-2019 | 496     | 162  | 33% |
| 9    | Harry Kane    | Inghilterra (bandiera) | 2011-     | 222     | 152  | 68% |
| 10   | Michael Owen  | Inghilterra (bandiera) | 1996-2013 | 326     | 150  | 46% |

## Irlanda
| Pos. | Nome              | Anni      | Partite | Reti |
| ---- | ----------------- | --------- | ------- | ---- |
| 1    | Brendan Bradley   | ?         | ?       | 235  |
| 2    | Jason Byrne       | 1998-2014 | 430     | 209  |
| 3    | Pat Morley        | 1984-2002 | ?       | 185  |
| 4    | Turlough O'Connor | ?         | ?       | 178  |
| 5    | Donal Leahy       | ?         | ?       | 162  |
| 6    | Johnny Matthews   | ?         | ?       | 156  |
| 7    | Alfie Hale        | ?         | ?       | 153  |
| 8    | Paul McGee        | ?         | ?       | 143  |
| 9    | Eric Barber       | 1958-1980 | 247     | 141  |
| 10   | Stephen Geoghegan | 1990-2003 | 318     | 141  |

## Irlanda del Nord
| Pos. | Nome             | Anni      | Partite | Reti | Reti/Partita |
| ---- | ---------------- | --------- | ------- | ---- | ------------ |
| 1    | Jimmy Jones      | 1947-1965 | 289     | 332  | 1,15         |
| 2    | Martin McGaughey | 1980-1994 | 546     | 320  | 0,59         |
| 3    | Glenn Ferguson   | 1987-2011 | 644     | 311  | 0,48         |
| 4    | Sammy Hughes     | 1949-1959 | 378     | 297  | 0,79         |
| 5    | Joe Bambrick     | 1926-1939 | 200     | 291  | 1,46         |
| 6    | Vinny Arkins     | 1997-2005 | 279     | 179  | 0,64         |
| 7    | Trevor Thompson  | 1956-1968 | 183     | 157  | 0,86         |
| 8    | Peter Thompson   | 2001-     | 266     | 144  | 0,54         |
| 9    | Stephen McBride  | 1982-1999 | 311     | 137  | 0,44         |
| 10   | Des Dickson      | 1967-1983 | ?       | 124+ | ?            |

## Israele
Ligat ha'Al
| Pos. | Nome               | Anni      | Partite | Reti |
| ---- | ------------------ | --------- | ------- | ---- |
| 1    | Alon Mizrahi       | 1989-2005 | ?       | 207  |
| 2    | Oded Machnes       | 1974-1990 | ?       | 196  |
| 3    | Moshe Romano       | 1965-1982 | ?       | 193  |
| 4    | Avi Nimni          | 1989-2007 | ?       | 192  |
| 5    | Mordechai Spiegler | 1963-1977 | ?       | 168  |
| 6    | Shay Holtzman      | 1993-2007 | ?       | 167  |
| 7    | Uri Malmilian      | 1973-1993 | ?       | 159  |
| 8    | David Lavi         | ?         | ?       | 158  |
| 9    | Nahum Stelmach     | ?         | ?       | 155  |
| 10   | Yehoshua Glazer    | ?         | ?       | 150  |

## Italia

### Campionati di Serie A a girone unico
| Pos. | Nome                 | Naz                                    | Anni      | Partite | Reti | Reti/partita |
| ---- | -------------------- | -------------------------------------- | --------- | ------- | ---- | ------------ |
| 1    | Silvio Piola         | Italia (bandiera)                      | 1929-1954 | 537     | 274  | 0,51         |
| 2    | Francesco Totti      | Italia (bandiera)                      | 1992-2017 | 619     | 250  | 0,40         |
| 3    | Gunnar Nordahl       | Svezia (bandiera)                      | 1949-1958 | 291     | 225  | 0,77         |
| 4    | José Altafini        | Brasile (bandiera) · Italia (bandiera) | 1958-1976 | 459     | 216  | 0,47         |
| 4    | Giuseppe Meazza      | Italia (bandiera)                      | 1929-1947 | 367     | 216  | 0,59         |
| 6    | Antonio Di Natale    | Italia (bandiera)                      | 2002-2016 | 445     | 209  | 0,47         |
| 7    | Roberto Baggio       | Italia (bandiera)                      | 1985-2004 | 452     | 205  | 0,45         |
| 8    | Kurt Hamrin          | Svezia (bandiera)                      | 1956–1971 | 400     | 190  | 0,48         |
| 9    | Giuseppe Signori     | Italia (bandiera)                      | 1991–2004 | 344     | 188  | 0,55         |
| 10   | Alessandro Del Piero | Italia (bandiera)                      | 1993–2012 | 478     | 188  | 0,39         |

Tutti i campionati.
| Pos. | Nome              | Naz                                    | Anni      | Partite | Reti | Reti/Partita |
| ---- | ----------------- | -------------------------------------- | --------- | ------- | ---- | ------------ |
| 1    | Silvio Piola      | Italia (bandiera)                      | 1929-1954 | 566     | 290  | 0,51         |
| 2    | Giuseppe Meazza   | Italia (bandiera)                      | 1927-1947 | 443     | 263  | 0,59         |
| 3    | Francesco Totti   | Italia (bandiera)                      | 1992-2017 | 619     | 250  | 0,40         |
| 4    | Angelo Schiavio   | Italia (bandiera)                      | 1922-1938 | 348     | 242  | 0,70         |
| 5    | Gunnar Nordahl    | Svezia (bandiera)                      | 1949-1958 | 291     | 225  | 0,77         |
| 6    | José Altafini     | Brasile (bandiera) · Italia (bandiera) | 1958-1976 | 459     | 216  | 0,47         |
| 7    | Mario Magnozzi    | Italia (bandiera)                      | 1919-1935 | 374     | 215  | 0,57         |
| 8    | Antonio Di Natale | Italia (bandiera)                      | 2002-2016 | 445     | 209  | 0,47         |
| 9    | Roberto Baggio    | Italia (bandiera)                      | 1985-2004 | 452     | 205  | 0,45         |
| 10   | Carlo Reguzzoni   | Italia (bandiera)                      | 1927-1948 | 463     | 196  | 0,42         |

## Jugoslavia
| Pos. | Nome              | Anni      | Partite | Reti |
| ---- | ----------------- | --------- | ------- | ---- |
| 1    | Slobodan Santrač  | 1962-1977 | 364     | 219  |
| 2    | Darko Pančev      | 1982-1992 | 242     | 168  |
| 3    | Dušan Bajević     | ?         | ?       | 166  |
| 4    | Borivoje Kostić   | 1956-1964 | ?       | 158  |
| 5    | Frane Matošić     | ?         | ?       | 149  |
| 6    | Todor Veselinović | 1946-1961 | ?       | 145  |
| 7    | Stjepan Bobek     | 1945-1958 | ?       | 129  |
| 7    | Zoran Prljinčević | ?         | ?       | 129  |
| 9    | Dušan Savić       | ?         | ?       | 120  |
| 10   | Dragan Džajić     | ?         | ?       | 113  |

## Kazakistan
| Pos. | Nome                | Anni      | Partite | Reti |
| ---- | ------------------- | --------- | ------- | ---- |
| 1    | Oleg Lïtvïnenko     | 1992-2004 | ?       | 147  |
| 2    | Nürken Mazbayev     | 1992-2007 | ?       | 137  |
| 3    | Andrej Mirošničenko | 1992-2002 | ?       | 115  |

## Lettonia
| Pos. | Nome              | Anni      | Partite | Reti |
| ---- | ----------------- | --------- | ------- | ---- |
| 1    | Mihails Miholaps  | 1995-2007 | ?       | 199  |
| 2    | Viktors Dobrecovs | 1993-2005 | ?       | 168  |
| 3    | Vīts Rimkus       | 1992-2007 | ?       | 115  |

## Lituania
| Pos. | Nome                 | Anni      | Partite | Reti |
| ---- | -------------------- | --------- | ------- | ---- |
| 1    | Remigijus Pocius     | 1991-2003 | ?       | 148  |
| 2    | Povilas Lukšys       | 1995-2007 | ?       | 106  |
| 3    | Darius Maciulevičius | 1991-2007 | ?       | 101  |
| 4    | Andrius Velička      | 1998-2007 | ?       | 95   |
| 5    | Eimantas Poderis     | 1991-2007 | ?       | 94   |

## Moldavia
| Pos. | Nome                | Anni      | Partite | Reti |
| ---- | ------------------- | --------- | ------- | ---- |
| 1    | Vladimir Cosse      | 1992-1999 | 193     | 131  |
| 2    | Iurie Miterev       | 1992-2002 | 250     | 129  |
| 3    | Serghei Rogaciov    | 1993-2000 | 163     | 124  |
| 4    | Vladislav Gavriliuc | 1992-2002 | 191     | 116  |
| 5    | Ruslan Barbaros     | 1994-2005 | 232     | 94   |

## Norvegia
| Pos. | Nome                    | Anni      | Partite | Reti | Reti/Partita |
| ---- | ----------------------- | --------- | ------- | ---- | ------------ |
| 1    | Harald Martin Brattbakk | 1990-2005 | 255     | 166  | 0,65         |
| 2    | Petter Belsvik          | 1989-2003 | 292     | 159  | 0,54         |
| 3    | Odd Iversen             | 1967-1982 | 225     | 158  | 0,70         |
| 4    | Per Kristoffersen       | 1957-1968 | 194     | 145  | 0,75         |
| 5    | Sigurd Rushfeldt        | 1992-2006 | 186     | 129  | 0,69         |
| 6    | Jostein Flo             | 1987-2001 | 213     | 114  | 0,54         |
| 7    | Jan Fuglset             | 1967-1982 | 209     | 109  | 0,52         |
| 8    | Arne Pedersen           | 1951-1966 | 231     | 107  | 0,46         |
| 9    | Svein Mathisen          | 1973-1989 | 327     | 106  | 0,32         |
| 10   | Mini Jakobsen           | 1988-1999 | 194     | 98   | 0,51         |

## Olanda
| Pos. | Nome                  | Naz                    | Anni      | Partite | Reti |
| ---- | --------------------- | ---------------------- | --------- | ------- | ---- |
| 1    | Willy van der Kuijlen | Paesi Bassi (bandiera) | 1964-1982 | 539     | 311  |
| 2    | Ruud Geels            | Paesi Bassi (bandiera) | 1964-1984 | 392     | 265  |
| 3    | Johan Cruijff         | Paesi Bassi (bandiera) | 1964-1984 | 309     | 215  |
| 4    | Kees Kist             | Paesi Bassi (bandiera) | 1970-1987 | 411     | 212  |
| 5    | Tonnie van der Linden | Paesi Bassi (bandiera) | 1956-1970 | ?       | 204  |
| 6    | Henk Groot            | Paesi Bassi (bandiera) | 1959-1969 | 279     | 194  |
| 7    | Peter Houtman         | Paesi Bassi (bandiera) | 1976-1993 | 380     | 178  |
| 8    | Sjaak Swart           | Paesi Bassi (bandiera) | 1956-1973 | 461     | 170  |
| 9    | Leo van Veen          | Paesi Bassi (bandiera) | 1962-1986 | ?       | 175  |
| 10   | Cor van der Gijp      | Paesi Bassi (bandiera) | 1954-1967 | 233     | 171  |

## Polonia
| Pos. | Nome                 | Anni      | Partite | Reti      |
| ---- | -------------------- | --------- | ------- | --------- |
| 1    | Ernest Pohl          | 1954-1967 | ?       | 186       |
| 2    | Lucjan Brychczy      | 1954-1969 | ?       | 182       |
| 3    | Gerard Cieślik       | 1948-1959 | ?       | 167       |
| 4    | Włodzimierz Lubański | 1962-1975 | ?       | 155       |
| 5    | Teodor Peterek       | 1928-1948 | ?       | 154 (+2?) |
| 6    | Kazimierz Kmiecik    | 1969-1983 | ?       | 153       |
| 7    | Jan Liberda          | 1955-1971 | ?       | 145       |
| 8    | Teodor Anioła        | 1948-1957 | ?       | 140       |
| 9    | Friedrich Scherfke   | 1927-1939 | ?       | 131       |
| 10   | Jerzy Podbrożny      | 1986-2004 | ?       | 122       |

## Portogallo
| Pos. | Nome                | Naz                   | Anni      | Partite | Reti | %    |
| ---- | ------------------- | --------------------- | --------- | ------- | ---- | ---- |
| 1    | Fernando Peyroteo   | Portogallo (bandiera) | 1937-1949 | 197     | 330  | 168% |
| 2    | Eusébio             | Portogallo (bandiera) | 1960-1977 | 313     | 319  | 102% |
| 3    | Fernando Gomes      | Portogallo (bandiera) | 1974-1991 | 405     | 318  | 79%  |
| 4    | José Águas          | Portogallo (bandiera) | 1950-1963 | 281     | 290  | 103% |
| 5    | Nené                | Portogallo (bandiera) | 1968-1986 | 421     | 262  | 62%  |
| 6    | Manuel Fernandes    | Portogallo (bandiera) | 1970-1988 | 485     | 243  | 50%  |
| 7    | Matateu             | Portogallo (bandiera) | 1951-1967 | 289     | 218  | 75%  |
| 8    | José Augusto Torres | Portogallo (bandiera) | 1959-1980 | 384     | 217  | 57%  |
| 9    | Rui Jordão          | Portogallo (bandiera) | 1971-1989 | 360     | 215  | 60%  |
| 10   | Arsénio Duarte      | Portogallo (bandiera) | 1943-1959 | 313     | 211  | 67%  |

## Romania
| Pos. | Nome              | Anni      | Partite | Reti | %   |
| ---- | ----------------- | --------- | ------- | ---- | --- |
| 1    | Dudu Georgescu    | 1970-1986 | 370     | 252  | 68% |
| 2    | Rodion Cămătaru   | 1974-1989 | 377     | 198  | 53% |
| 3    | Marin Radu        | 1974-1989 | 384     | 190  | 49% |
| 4    | Ionel Dănciulescu | 1993-2010 | 427     | 187  | 44% |
| 5    | Ion Oblemenco     | 1964-1976 | 272     | 170  | 62% |
| 6    | Florea Dumitrache | 1966-1983 | 357     | 170  | 48% |
| 7    | Mircea Sandu      | 1970-1987 | 407     | 167  | 41% |
| 8    | Victor Pițurcă    | 1975-1989 | 301     | 166  | 55% |
| 9    | Mihai Adam        | 1962-1976 | 353     | 160  | 45% |
| 10   | Titus Ozon        | 1947-1964 | 270     | 157  | 58% |

## Russia
| Pos. | Nome               | Naz               | Anni      | Partite | Reti | %   |
| ---- | ------------------ | ----------------- | --------- | ------- | ---- | --- |
| 1    | Oleg Veretennikov  | Russia (bandiera) | 1992-2002 | 274     | 143  | 52% |
| 2    | Aleksandr Keržakov | Russia (bandiera) | 2001-     | 312     | 135  | 43% |
| 3    | Dmitrij Kiričenko  | Russia (bandiera) | 1998-2013 | 377     | 129  | 34% |
| 4    | Dmitrij Los'kov    | Russia (bandiera) | 1992-2013 | 452     | 120  | 23% |
| 5    | Sergej Semak       | Russia (bandiera) | 1994-2013 | 2456    | 102  | 22% |
| 6    | Andrej Tichonov    | Russia (bandiera) | 1992-2012 | 346     | 98   | 28% |
| 7    | Igor' Semšov       | Russia (bandiera) | 1998-     | 419     | 97   | 23% |
| 8    | Roman Pavljučenko  | Russia (bandiera) | 1999-     | 234     | 89   | 38% |
| 9    | Egor Titov         | Russia (bandiera) | 1995-2007 | 336     | 88   | 26% |
| 9    | Valerij Esipov     | Russia (bandiera) | 1992-2007 | 390     | 88   | 23% |

## Scozia
| Pos. | Nome             | Anni      | Partite | Reti |
| ---- | ---------------- | --------- | ------- | ---- |
| 1    | Jimmy McGrory    | 1922-1938 | ?       | 410  |
| 2    | Bob McPhail      | 1923-1939 | ?       | 305  |
| 3    | Hughie Ferguson  | 1916-1930 | ?       | 285  |
| 4    | Ally McCoist     | 1978-2001 | ?       | 282  |
| 5    | Willie Reid      | 1904-1922 | ?       | 275  |
| 6    | Willie MacFadyen | 1921-1937 | ?       | 260  |
| 7    | Jimmy McColl     | 1913-1932 | ?       | 258  |
| 8    | Bob Ferrier      | 1917-1937 | ?       | 255  |
| 9    | David Wilson     | 1928-1939 | ?       | 254  |
| 10   | Gordon Wallace   | 1963-1980 | ?       | 251  |

## Spagna
| Pos. | Nome                    | Naz                                      | Anni      | Partite | Reti | %    |
| ---- | ----------------------- | ---------------------------------------- | --------- | ------- | ---- | ---- |
| 1    | Lionel Messi            | Argentina (bandiera)                     | 2004-     | 499     | 451  | 92%  |
| 2    | Cristiano Ronaldo       | Portogallo (bandiera)                    | 2009-2018 | 292     | 311  | 106% |
| 3    | Zarra                   | Spagna (bandiera)                        | 1939-1955 | 279     | 251  | 90%  |
| 4    | Hugo Sánchez            | Messico (bandiera)                       | 1981-1994 | 347     | 234  | 67%  |
| 5    | Raul                    | Spagna (bandiera)                        | 1994-2010 | 545     | 228  | 42%  |
| 6    | Alfredo Di Stéfano      | Argentina (bandiera) · Spagna (bandiera) | 1953-1966 | 329     | 227  | 69%  |
| 7    | César Rodríguez Álvarez | Spagna (bandiera)                        | 1939-1951 | 353     | 225  | 64%  |
| 8    | Quini                   | Spagna (bandiera)                        | 1970-1984 | 448     | 219  | 49%  |
| 9    | Pahiño                  | Spagna (bandiera)                        | 1943-1956 | 278     | 210  | 76%  |
| 10   | Mundo                   | Spagna (bandiera)                        | 1939-1951 | 244     | 195  | 80%  |

## Svezia
| Pos. | Nome               | Anni      | Partite | Reti |
| ---- | ------------------ | --------- | ------- | ---- |
| 1    | Sven Jonasson      | 1927-1947 | ?       | 252  |
| 2    | Carl-Erik Holmberg | 1924-1939 | ?       | 194  |
| 3    | Filip Johansson    | 1924-1936 | ?       | 182  |
| 4    | Harry Lundahl      | 1924-1938 | ?       | 179  |
| 5    | Bertil Johansson   | 1954-1968 | ?       | 162  |
| 5    | Harry Bild         | 1956-1973 | ?       | 162  |
| 7    | Sven Rydell        | 1924-1934 | ?       | 156  |
| 8    | Gunnar Nordahl     | 1940-1949 | ?       | 151  |
| 9    | Tore Keller        | 1924-1940 | ?       | 150  |
| 10   | Knut Kroon         | 1925-1942 | ?       | 140  |

## Turchia
| Pos. | Nome           | Naz                | Anni      | Partite | Reti |
| ---- | -------------- | ------------------ | --------- | ------- | ---- |
| 1    | Hakan Şükür    | Turchia (bandiera) | 1996-2007 | ?       | 241  |
| 2    | Tanju Çolak    | Turchia (bandiera) | 1985-1993 | ?       | 240  |
| 3    | Hami Mandıralı | Turchia (bandiera) | 1987-2003 | ?       | 219  |
| 4    | Metin Oktay    | Turchia (bandiera) | 1959-1969 | ?       | 217  |
| 5    | Aykut Kocaman  | Turchia (bandiera) | 1988-1996 | ?       | 200  |
| 6    | Feyyaz Uçar    | Turchia (bandiera) | 1984-1997 | ?       | 191  |
| 7    | Burak Yılmaz   | Turchia (bandiera) | 2006-2020 | 327     | 188  |
| 7    | Serkan Aykut   | Turchia (bandiera) | 1994-2005 | ?       | 188  |
| 8    | Ümit Karan     | Turchia (bandiera) | 1996-2007 | ?       | 148  |
| 9    | Fevzi Zemzem   | Turchia (bandiera) | 1959-1970 | ?       | 144  |

## Ucraina
| Pos. | Nome              | Naz                                    | Anni      | Partite | Reti | %  |
| ---- | ----------------- | -------------------------------------- | --------- | ------- | ---- | -- |
| 1    | Maksim Shatskix   | Uzbekistan (bandiera)                  | 1999-     | 335     | 124  | 37 |
| 2    | Serhij Rebrov     | Ucraina (bandiera)                     | 1992-2008 | 261     | 123  | 47 |
| 3    | Andrij Vorobej    | Ucraina (bandiera)                     | 1997-2013 | 315     | 105  | 33 |
| 4    | Oleksandr Hajdaš  | Ucraina (bandiera)                     | 1992-2004 | 258     | 95   | 37 |
| 5    | Serhiy Mizin      | Ucraina (bandiera)                     | 1992-2008 | 342     | 90   | 26 |
| 6    | Marko Dević       | Ucraina (bandiera) · Serbia (bandiera) | 1992-2008 | 218     | 89   | 41 |
| 7    | Tymerlan Husejnov | Ucraina (bandiera)                     | 1992-2000 | 215     | 86   | 40 |
| 8    | Oleksandr Kosyrin | Ucraina (bandiera)                     | ?         | 240     | 84   | 35 |
| 9    | Andrij Ševčenko   | Ucraina (bandiera)                     | 1994-2012 | 172     | 83   | 48 |
| 10   | Oleh Matvjejev    | Ucraina (bandiera)                     | ?         | 210     | 81   | 39 |
| 10   | Jevhen Selezn'ov  | Ucraina (bandiera)                     | 2007-     | 164     | 81   | 49 |

## Ungheria
| Pos. | Nome             | Anni      | Partite | Reti | %    |
| ---- | ---------------- | --------- | ------- | ---- | ---- |
| 1    | Ferenc Szusza    | 1940-1961 | 462     | 393  | 85%  |
| 2    | Gyula Zsengellér | 1935-1947 | 327     | 387  | 118% |
| 3    | Imre Schlosser   | 1906-1928 | 267     | 361  | 135% |
| 4    | József Takács    | 1920-1940 | 221     | 359  | 162% |
| 5    | Ferenc Puskás    | 1943-1956 | 349     | 358  | 102% |
| 6    | György Sárosi    | 1931-1948 | 383     | 351  | 92%  |
| 7    | Gyula Szilágyi   | 1943-1960 | 390     | 313  | 80%  |
| 8    | Ferenc Deák      | 1944-1954 | 232     | 303  | 130% |
| 8    | Ferenc Bene      | 1960-1978 | 418     | 303  | 72%  |
| 10   | Géza Toldi       | 1928-1946 | 324     | 271  | 84%  |

## Unione Sovietica
| Pos. | Nome                   | Anni      | Partite | Reti | %   |
| ---- | ---------------------- | --------- | ------- | ---- | --- |
| 1    | Oleh Blochin           | 1969-1987 | 432     | 211  | 49% |
| 2    | Aleksandr Ponomarëv    | 1938-1952 | 249     | 152  | 61% |
| 3    | Nikita Simonjan        | 1946-1959 | 267     | 144  | 54% |
| 4    | Sergej Solov'ëv        | 1939-1952 | 226     | 143  | 63% |
| 5    | Grigorij Fedotov       | 1937-1949 | 169     | 132  | 78% |
| 6    | Ēdoward Margarov       | 1961-1975 | 370     | 129  | 35% |
| 7    | Avtandil Ghoghoberidze | 1945-1961 | 341     | 128  | 38% |
| 8    | Oleh Protasov          | 1982-1990 | 218     | 125  | 57% |
| 9    | Valentin Ivanov        | 1953-1966 | 287     | 124  | 43% |
| 10   | Ramaz Šengelija        | 1977-1988 | 283     | 120  | 42% |